# پوشش ضد گرافیتی
پوشش آنتی گرافیتی پوششی است که مانع از اتصال رنگ گرافیتی به سطوح می‌شود.
پاک کردن رنگ‌های گرافیتی از ساختمان‌ها سالیانه میلیاردها دلار هزینه دارد. بسیاری از شهرها برنامه‌هایی برای مقابله با نقاشی دیواری را آغاز کرده‌اند اما مشکل خرابکاری همچنان پابرجا است. در همهٔ جهان شرکت‌های زیادی در تلاش هستند که برای جلوگیری از آسیب خرابکاران به اموال عمومی و خصوصی پوشش‌هایی را ایجاد کنند. این پوشش‌های در حال توسعه خود می‌توانند رنگ باشند یا پوششی شفاف باشد که بر روی رنگ موجود یا نمای ساختمان اضافه می‌شود. با توجه به لایه زیرین و شدت نقاشی دیواری، پوشش‌های مختلف مزایا و معایب مختلفی را به همراه دارد.

## انواع رنگ‌ها
امروزه دو نوع رنگ رایج هستند؛ اول: رنگ‌های بر پایه آب مانند لاتکس و رنگ اکریلیک، دوم: رنگ‌های پر پایه روغن (رنگ‌های روغنی). انتخاب رنگ، به بستر رنگ آمیزی شده و نتیجه نهایی مطلوب بستگی دارد. همه رنگ‌ها ساختار اصلی یکسانی دارند:
- رنگدانه - این بخشی از رنگ است که توسط چشم دیده می‌شود و به رنگ تیرگی و رنگ می‌بخشد. رنگدانهٔ همه رنگ‌ها، از پایه سفید، متشکل از دی‌اکسید تیتانیم (TiO 2) یا اکسید روی (روی اکسید) تشکیل شده‌است. رنگ‌ها به رنگدانه اضافه می‌شوند تا به رنگ دلخواه برسند.
- پیونده - پیونده چسبی است که اجزای رنگ را در کنار یکدیگر نگه می‌دارد. معمولاً این پلیمری است که در هنگام خشک شدن برای همگن و چسبیدن رنگدانه‌ها به بستر، پلیمری می‌شود.
- حلال - قسمت عمدهٔ رنگ از حلال تشکیل شده‌است و برای این استفاده می‌شود که هنگامی که رنگ مرطوب است قابل استفاده باشد. پس از استفادهٔ رنگ بر روی سطح، حلال تبخیر می‌شود، رنگدانه و چسب به هم می‌پیوندند و یک پوشش یکنواخت ایجاد می‌کنند. حلال آب برای رنگهای پایه آب و روغن برای رنگهای روغنی استفاده می‌شود.

خشک شدن رنگ روی سطح (عکس سمت راست رنگ پس از خشک شدن و تبخیر حلال)

در واقع هیچ پیوند شیمیایی بین رنگ و سطح زیرینی وجود ندارد. رنگ به سادگی از طریق نیروهای فیزیکی مانند ون در والس به هم می‌چسبد. در ابتدا هنگامی که رنگ یک سطح اعمال می‌شود، به عنوان یک پوشش مرطوب ضخیم می‌باشد. هنگامی که حلال تبخیر می‌شود، صفحات رنگدانه ای به یکدیگر جذب می‌شوند و به صورت لایه ای تشکیل می‌شوند. این چسب در اصل پلیمر می‌شود و صفحات رنگدانه را به هم می‌چسبند. و در نهایت یک پوشش یکنواخت از چسب و رنگدانه بر جای می‌ماند. پوشش‌های ضد گرافیتی سبب می‌شوند که رنگ‌ها نتوانند به سطح بچسبند.

## انواع پوشش‌ها
پوشش‌های ضد گرافیتی با چشم غیر مسلح قابل دیدن نیستند. دو نوع مختلف پوشش ضد گرافیتی وجود دارد. یکی پوشش‌های از بین رونده، که بر روی یک سطح اعمال می‌شود و پس نقاشی کردن دیوار، از بین می‌رود. سطح زیر آن تمیز باقی مانده و می‌توان یک پوشش از بین روندهٔ جدید استفاده نمود. دستهٔ دیگر، پوشش‌های دائمی است که در همان وهله اول از چسبیدن رنگ گرافیتی به سطح جلوگیری می‌کند.
پوشش‌های جدیدتر از مواد پلیمری باردار ساخته شده‌اند که در سطح ساختمان یا یک بستر یک حالت ژل مانندی ایجاد می‌کنند. در ادامه تعدادی از مهمترین ویژگی‌های پوششهای ضد گرافیتی را برمی‌شماریم:
- چسبندگی کافی بدون آسیب رساندن به لایه‌های زیرین[نیازمند منبع]
- آبگریزی (دفع آب)
- ترکیب و فرایند سازگار با محیط زیست
- مقاومت در برابر پیری UV و آب و هوا
- کارایی مطلوب برای تمیز کردن

### پوشش‌های از بین رونده
این پوشش‌ها یک لایهٔ مانع شفاف روی دیوار یا سطح مورد محافظت ایجاد می‌کند. اگر سطح خراب شود، می‌توان با استفاده از یک کاواش با فشار بالا رنگ گرافیتی را از روی آن برد. سپس باید پوشش مجدداً اعمال شود. موادی که برای ساختن پوشش از بین رونده استفاده می‌شود، معمولاً ارزان قیمت هستند و از نظر ظاهری پلیمرهایی شفاف مانند اکریلاک، بیو پلیمر هاو موم‌ها می‌باشند. این پلیمرها پیوندهای ضعیفی را با بستر تشکیل می‌دهند تا بتوانند به راحتی پاک شوند.

### پوشش‌های نیمه از بین رونده
یک پوشش نیمه از بین رونده شناخته شده به عنوان محافظ ایمنی، به عنوان یک درزگیر نفوذی، بر روی دیوار یا سطح از منافذ سطح محافظت می‌کند. اگر سطح خراب شود، می‌توان پوشش را به ویژه با استفاده از ترکیبی از حلال گرافیتی و کارواش فشار بالا از بین برد. محافظ ایمنی آنتی گرافیتی به‌طور کلی در همهٔ پاشش‌های دوم اعمال می‌شود. در شرایطی که فقط از فشار برای از بین بردن پوشش می‌توان استفاده کرد، فرسایش سطحی افزایش می‌یابد.

### پوشش‌های دائمی
پوشش‌های دائمی اغلب گرانتر از پوشش‌های از بین رونده هستند، اما اگر به‌طور مناسب استفاده شوند فقط باید یک بار استفاده شوند. این پوشش‌ها با ایجاد یک سطح محافظ که رنگ اسپری به آن نمی‌چسبد، کار می‌کنند. هنگامی که سطح خراب شد، عمدتاً همهٔ آنچه برای از بین بردن رنگ مورد نیاز است تنها یک حلال ساده (تولوئن) و مقداری کار یدی است. البته سطح زیرین و پوشش محافظ سالم باقی می‌ماند.
برخی از انواع پوشش‌های دائمی شامل متریال‌هایی که بر پایه ذرات نانو، پلی اورتان‌ها، هیدروکربن‌های فلوئور شده یا سیلوکسان‌ها ساخته شده‌اند. پوشش‌های پلی اورتان به سبب خاصیت مانع بودنشان مفید هستند. استحکام زنجیره ای بالا و چگالی اتصال عرضی بالا، توانایی جذب رنگ گرافیتی و تورم را در پلیمر کاهش می‌دهد. پوششهای فلوئور شده جزو مؤثرترین موارد در حوزهٔ جلوگیری از دیوار نویسی گرافیتی است. فلوئور الکترونگاتیوترین جزء است، به این معنا که تمایل بسیار کمی به الکترون‌های سایر عناصر نشان می‌دهد. وقتی فلوئور به یک سطح می‌چسبد انرژی سطحی را در رابط را کاهش می‌دهد و تماس با نقاشی دیواری را به حداقل می‌رساند. به همان نحوی که ماهی تابه با روکش تفلون باعث عدم جذب آب و روغن می‌شود، یک پوشش فلوئور شده باعث دفع آب و رنگ‌های پایه روغن می‌شود. این پوشش‌ها علاوه بر مزیت بی اثر بودن شیمیایی، بسیار با دوام نیز هستند. همچنین آنها از لحاظ قیمتی گران بوده و استفاده از آنها دشوار است.
پوشش‌های بر پایه سیلیکون، آبگریز می‌باشند، به این معنی که سطح باعث دفع آب می‌شود و این باعث کاهش اثرات اکسیداسیون نوری در سطح می‌شود.

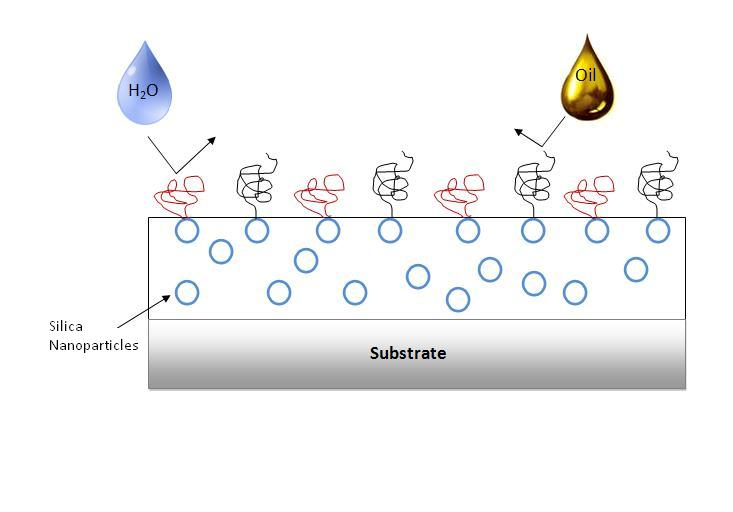
لیگاند‌های آبگریز و لیپوفوبیک در پوشش به نانوذرات پیوند می‌خورند

یکی از جدیدترین مواد افزوده شده به این بازار که همیشه در حال رشد است، پوشش‌های بر پایه نانوذرات است. ذرات سیلیس با استفاده از روش سل-ژل تشکیل می‌شوند. . ذرات سیلیس به دست آمده دارای هر دو دسته واکنش پذیر (Si-OH) و واکنش ناپذیر (Si = O) روی سطح هستند. گروه‌های واکنش پذیر مکانهایی را برای فرایند شیمیایی بیشتر فراهم می‌کنند تا بتوانیم خصوصیات سطحی نانو ذرات را تغییر دهیم. برای پوشش‌های آنتی گرافیتی، لینگاندهای آبگریز و اولئوفوبیک (چربی گریز) بر روی نانوذرات سیلیس پیوند می‌خورند. لیگاندهای آبگریز در واقع مولکولهای ناقطبی همانند زنجیره‌های هیدروکربن می‌باشند. لیگاندهای اولئوفوبیک از مولکولهای قطبی تشکیل شده‌اند. به‌طور معمول این دو نوع مختلف مولکول در محلول دو فازی می‌شوند (جدا می‌شوند)، به همان صورتی که آب و روغن با هم مخلوط نمی‌شوند. با پیوند شیمیایی لیگاندها بر روی ذرات سیلیس، این اثر خنثی می‌شود. این اثر پوششی است که هم برای رنگهای پایه آب و هم روغن‌ها عدم تمایل نشان می‌دهد.

## استفاده در آثار باستانی و بناهای تاریخی
به نظر می‌رسد استفاده از پوشش‌های آنتی گرافیتی برای محافظت از بناهای تاریخی، آثار باستانی و سایر سطوح حساس تاریخی، یک راه حل آسان برای این مشکل دائمی باشد. تحقیقات نشان می‌دهد که استفاده از چنین پوشش‌هایی می‌تواند موجب تغییراتی فیزیکی یا ظاهری شود یا در غیر این صورت به لایه‌های تاریخی آسیب برساند. سرویس پارک ملی و میراث انگلیس هیچ‌کدام توصیه نمی‌کنند که از پوشش‌های آنتی گرافیتی استفاده شود و هنگام استفاده روی آثار باستانی و بناهای تاریخی، بیشتر تمرین احتیاط را توصیه می‌کنند.
بسیاری از کمیسیون‌های منطقه تاریخی ایالتی و محلی و هیئت بازنگری در ایالات متحده، مقرراتی دارند که به تصویب قوانینی هم برای حذف دیوارنوشته‌ها دارند و هم برای استفاده از پوشش‌هایی که روی نمادها و نشانه‌های مشخص شده یا املاک واقع در مناطق تاریخی محلی اعمال می‌شود. برای پوشش‌های آنتی گرافیتی اقداماتی جایگزین، شامل تدابیر ایمنی مانند روشنایی شبانه و دوربین‌های نظارتی، استراتژی‌های طراحی مانند نگهداری بهتر منطقه عمومی، کاشت موانع و نرده‌ها، حذف سریع رنگ گرافیتی و همین‌طور برنامه‌های آگاهسازی جمعی مانند ساعت‌های محلی است .

## استفاده در امور خیریه
پوشش‌های آنتی گرافیتی عمدتاً توسط خیریه‌هایی که از وسایل و امکانات عمومی برای جمع‌آوری پول برای اهداف خود استفاده می‌کنند، استفاده می‌شود. هنگامی که ممکن است آثار هنری و باستانی و مجسمه‌هایی در معرض دید عموم قرار گیرد، از این پوشش‌ها برای محافظت از قطعات در برابر رنگ‌های گرافیتی در دیوار نویسی استفاده شده‌است. این مجسمه‌ها توسط پوشش‌های آنتی گرافیتی، عمدتاً پوشش‌های شفاف پلی سیلوکسان برای محافظت استفاده می‌شود تا از آنها در برابر نقاشی‌های دیواری و آسیب‌های ناشی از آب و هوا محافظت کنند.